# 布里塔妮·奥布赖恩
布里塔妮·奥布赖恩（英語：Brittany O'Brien，1998年5月27日—），澳大利亚女子跳水运动员。她曾代表澳大利亚参加2018年和2022年英联邦运动会跳水比赛，获得一枚银牌。她也曾参加2016年夏季奥林匹克运动会。